# Cessna 185
Die Cessna 185 Skywagon ist ein sechssitziges US-amerikanisches Leichtflugzeug des Herstellers Cessna, von dem seit 1961 bis zur Einstellung der Produktion im Jahre 1985 etwa 4.400 Stück gebaut wurden.

## Entwicklung
Die Cessna 185 ist eine Weiterentwicklung der Cessna 180 mit verstärkter Rumpfstruktur, größerer Seitenflosse und stärkeren Motoren von 260 bis 300 PS, verglichen mit den maximal 230 PS der Cessna 180. Die Sprühflugzeug-Variante AgCarryall ist mit einem Tank für 572 Liter unter dem Rumpf ausgerüstet. Die militärische Bezeichnung der USAF ist U-17. Der Name Skywagon wurde später auch für die ersten Cessna 207 verwendet.

## Konstruktion
Der einmotorige Ganzmetallschulterdecker verfügt über ein nicht einziehbares Spornradfahrwerk und ein Kolbenflugtriebwerk mit bis zu 300 PS. Der Propeller ist verstellbar. Die Flugeigenschaften gelten als gutmütig.
In einer umgebauten Version mit lediglich einem Pilotensitz wird das Flugzeug auch von Fallschirmclubs verwendet, um Fallschirmspringer in die gewünschte Höhe zu bringen und dort abzusetzen.

## Militärische Nutzer
Bolivien 7 × A185E, 8 × A185F * 5 × U-17A
 Costa Rica 3 × U-17A
 Ecuador 2 × 185D
 El Salvador 1 × 185
 Griechenland 9+ × U-17A
 Iran 185A
 Israel 185
 Jamaika 4 × 185 von 1963 bis 1985
 Laos U-17
 Nicaragua 3 × U-17B
 Panama 3 × U-17A
 Paraguay 5 × U-17A
 Peru 9 × 185
 Philippinen 8 × U-17A, 9 × U-17B
 Südvietnam 100+ U-17A und U-17B
 Rhodesien

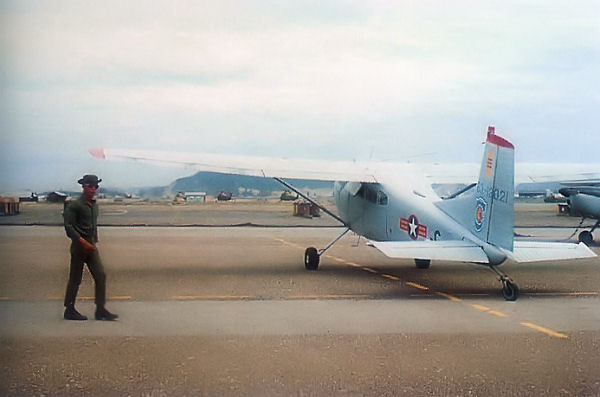
Eine U-17A der südvietnamesischen Luftwaffe

 Südafrika 24 × 185A, 12 × 185D, 9 × 185E
 Thailand U-17B
 Türkei U-17A
 Uruguay 12 × U-17A

## Technische Daten

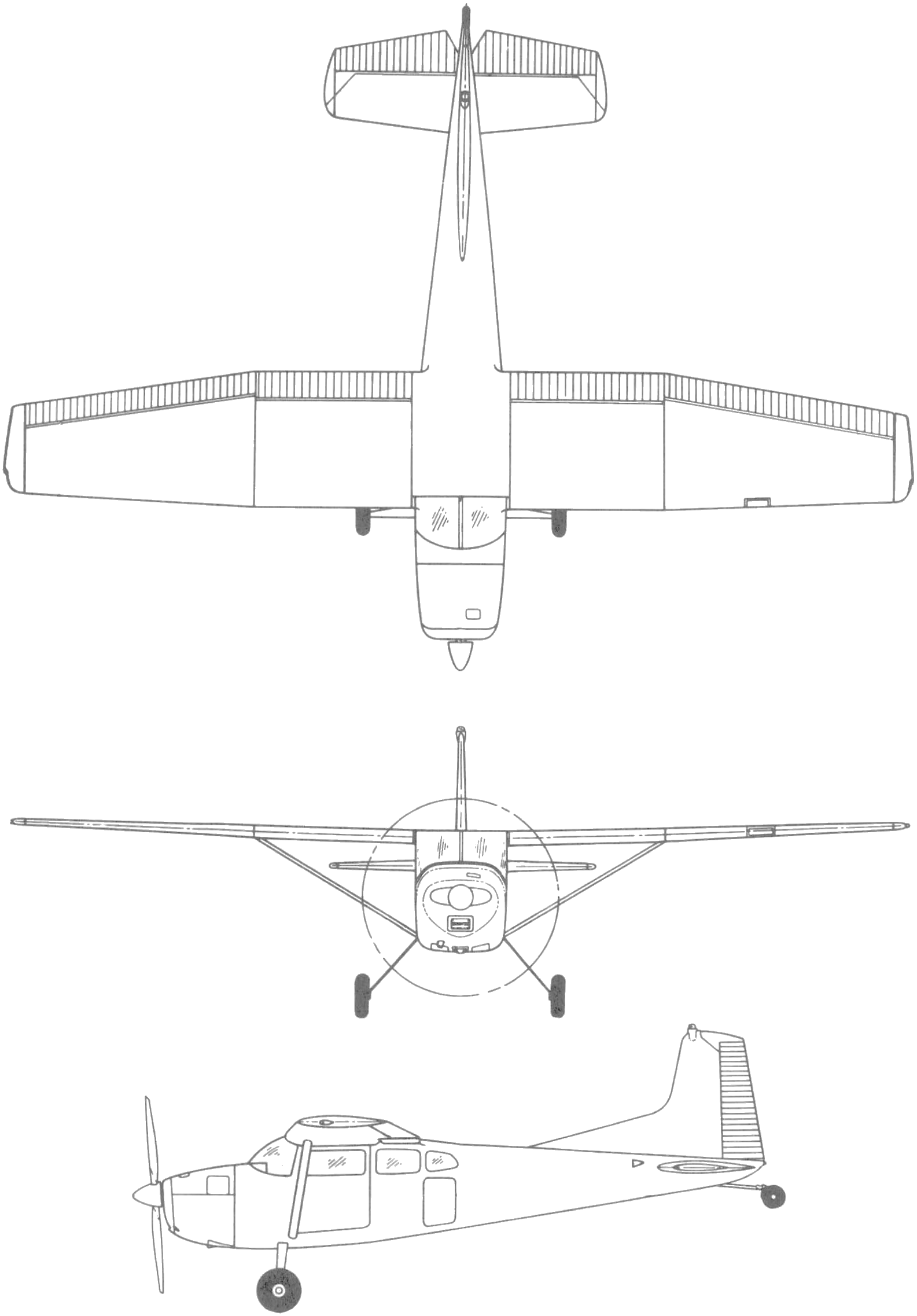
Cessna U-17A

| Kenngröße             | Daten                                            |
| --------------------- | ------------------------------------------------ |
| Länge                 | 7,85 m                                           |
| Tragflächenspannweite | 10,92 m                                          |
| Tragflügelfläche      | 16,17 m²                                         |
| Höhe                  | 2,36 m                                           |
| Antrieb               | ein Continental Motors IO-520-D, 224 kW (300 PS) |
| Höchstgeschwindigkeit | 287 km/h auf Meereshöhe                          |
| Reichweite            | 1061 km                                          |
| Besatzung             | ein Pilot, fünf Passagiere                       |
| Dienstgipfelhöhe      | 5230 m                                           |
| Leergewicht           | 725 kg                                           |
| Max. Fluggewicht      | 1520 kg                                          |